# Communauté de communes Arguenon Hunaudaye
Die Communauté de communes Arguenon Hunaudaye ist ein ehemaliger französischer Gemeindeverband mit der Rechtsform einer Communauté de communes im Département Côtes-d’Armor in der Region Bretagne, dessen Verwaltungssitz sich in der Commune nouvelle Jugon-les-Lacs - Commune nouvelle befand. Sein Einzugsgebiet lag im Osten des Départements. Der am 24. Dezember 1992 gegründete Gemeindeverband bestand aus fünf Gemeinden auf einer Fläche von 193,20 km2.

## Aufgaben des Gemeindeverbands
Da die Mehrzahl der Gemeinden sehr klein war und Bürgermeister (Maires) im Nebenamt hatten, war die Communauté für verschiedene Aufgaben der beteiligten Gemeinden zuständig. Es bestanden fünf Kommissionen (Wirtschaft; Fremdenverkehr; Landwirtschaft, Umweltschutz und Umwelt; Müllsammlung- und Entsorgung und Bildung/Kultur/Jugend/Sport/Vereine/Öffentliche Dienstleistungen), welche übergemeindlich tätig waren.

## Ehemalige Mitgliedsgemeinden
1. Jugon-les-Lacs - Commune nouvelle
2. Plédéliac
3. Plenée-Jugon
4. Plestan
5. Tramain

## Historische Entwicklung
Mit Wirkung vom 1. Januar 2016 wurden die ehemaligen Gemeinden Jugon-les-Lacs und Dolo zur Commune nouvelle Jugon-les-Lacs - Commune nouvelle fusioniert. Mit Wirkung vom 1. Januar 2017 wurde der Gemeindeverband mit anderen Verbänden fusioniert und damit die Nachfolgeorganisation Communauté de communes Lamballe Terre et Mer gebildet.